# 자체발광 오피스
《자체발광 오피스》는 2017년 3월 15일부터 2017년 5월 4일까지 MBC에서 방송된 수목드라마이며, 2016년 상반기 MBC 드라마 극본 공모에서 미니시리즈 부문 우수상을 수상한 작품이다.

## 줄거리
시한부라는 사실을 알고 난 후부터 할말 다 하며 ‘갑질하는 슈퍼 을’로 거듭난 계약직 신입사원 은호원의 성장기를 그린 드라마.

## 등장인물

### 주요 인물
- 고아성 : 은호원 역 - 하우라인 마케팅팀 계약직
- 하석진 : 서우진 역 - 하우라인 마케팅팀 팀장
- 이동휘 : 도기택 역 - 하우라인 마케팅팀 계약직
- 김동욱 : 서현 역 - 하우라인 사주 서태우 회장의 차남. 하우라인의 협력병원 원장. 호원의 키다리 아저씨같은 지원군
- 이호원 : 장강호 역 - 하우라인 영업팀 계약직

### 하우라인 마케팅팀
- 김병춘 : 허구동 역 - 과장. 하우라인의 산증인. 회사 초창기 멤버
- 한선화 : 하지나 역 - 대리. 일명 얼굴마담. 도기택의 전 여자친구

### 하우라인 영업팀
- 권해효 : 박상만 역 - 팀장. 영업맨 출신의 본부장 승진을 노리는 출세지향 현장파. 서현의 핫라인으로 사내 3대 진상
- 장신영 : 조석경 역 - 과장. 경력과 실적관리에 있어서 치밀함과 주도면밀함이 타의추종 불허
- 오대환 : 이용재 역 - 대리. 하지나 대리의 동기. 일명 꼬부리. 진화한 개상만
- 김희찬 : 오재민 역 - 신입사원

### 그 외 인물
- 임예진 : 은호원의 어머니 역
- 최범호 : 서태우 역 - 하우라인 가구 모회사의 소유주
- 이윤상 : 한정태 역 - 현 영업마케팅 본부장. 부패의 진원
- 박세완 : 이꽃비 역 - 본부장실 비서 업무를 보는 파견 사원
- 김유미 : 이효리 역 - 하우라인 구내식당 외주업체 직원
- 오광석 : 은호재 역 - 호원의 동생
- 이철희 : 박사장 역 - 편의점 사장
- 김혜윤 : 편의점 앞 불량 학생 역
- 이상숙 : 장강호의 어머니 역
- 홍성호
- 최영경
- 나동주
- 서윤석
- 김추월
- 한여울
- 홍순일
- 김왕용
- 이성주
- 성현미
- 유필란
- 이창
- 옥주리
- 박세훈
- 송영재
- 김단우
- 최용민 : 서우진의 아버지 역
- 이아진 : 기자 역
- 천예원
- 송민경
- 최세민
- 김성현
- 장욱현
- 정현석 : 동물병원 수의사 역
- 최윤준
- 정영주 : 최선녀 역

### 특별 출연
- 장도연 : 진상 고객 역
- 신동미 : 조석경 전 남편의 약혼녀 역
- 현우 : 은호원의 대학선배 강태양 역

## 시청률
최저 시청률과 최고 시청률은 시청률 조사회사와 지역별로 시청률에 차이가 있을 수 있습니다.
| 2017년      | 2017년      | 2017년         | 2017년       | 2017년         | 2017년       |
| 회차        | 방송일      | TNmS 시청률    | TNmS 시청률  | AGB 시청률     | AGB 시청률   |
| 회차        | 방송일      | 대한민국(전국) | 서울(수도권) | 대한민국(전국) | 서울(수도권) |
| ----------- | ----------- | -------------- | ------------ | -------------- | ------------ |
| 제1회       | 3월 15일    | 3.8%           | 4.1%         | 3.8%           | 4.2%         |
| 제2회       | 3월 16일    | 4.1%           | 4.9%         | 3.9%           | 4.7%         |
| 제3회       | 3월 22일    | 4.4%           | 5.0%         | 3.8%           | 4.4%         |
| 제4회       | 3월 23일    | 4.6%           | 5.4%         | 5.2%           | 6.0%         |
| 제5회       | 3월 29일    | 4.6%           | 5.2%         | 5.4%           | 6.0%         |
| 제6회       | 3월 30일    | 4.9%           | 5.4%         | 6.0%           | 6.5%         |
| 제7회       | 4월 5일     | 6.0%           | 6.3%         | 7.4%           | 7.7%         |
| 제8회       | 4월 6일     | 5.8%           | 5.9%         | 7.3%           | 7.4%         |
| 제9회       | 4월 12일    | 5.6%           | 6.3%         | 5.9%           | 6.6%         |
| 제10회      | 4월 13일    | 6.2%           | 7.3%         | 7.1%           | 8.2%         |
| 제11회      | 4월 19일    | 4.9%           | 5.4%         | 4.4%           | 4.9%         |
| 제12회      | 4월 20일    | 5.7%           | 5.9%         | 6.7%           | 7.0%         |
| 제13회      | 4월 26일    | 6.0%           | 6.9%         | 6.8%           | 7.7%         |
| 제14회      | 4월 27일    | 5.6%           | 6.5%         | 6.8%           | 7.7%         |
| 제15회      | 5월 3일     | 5.3%           | 6.2%         | 6.4%           | 7.3%         |
| 제16회      | 5월 4일     | 5.5%           | 6.0%         | 7.0%           | 7.5%         |
| 평균 시청률 | 평균 시청률 | 5.2%           | 5.8%         | 5.9%           | 6.5%         |

## 동시간대 드라마
SBS 수목드라마
- 《사임당, 빛의 일기》 (2017년 1월 26일 ~ 2017년 5월 4일)

KBS 수목드라마
- 《김과장》 (2017년 1월 25일 ~ 2017년 3월 30일)
- 《추리의 여왕》 (2017년 4월 5일 ~ 2017년 5월 25일)

## 수상
- 2017년 MBC 연기대상 미니시리즈 여자 우수 연기상 한선화
- 2017년 MBC 연기대상 미니시리즈 여자 황금 연기상 장신영